# ميلادين بيكوفيتش
ميلادين بيكوفيتش مواليد 18 يونيو 1983 في بلغراد، هو لاعب كرة سلة صربي. بدأ مسيرته الاحترافية في سنة 2000. لعب مع نادي بارتيزان لكرة السلة في موسم 2000–2001، ثم لعب مع نادي رادنيتشكي كراغوييفاتس لكرة السلة في موسم 2001–2002، ثم لعب مع نادي ميغا لكرة السلة في موسم 2002–2003، ثم لعب مع إي دبليو إي باسكتس أولدنبورغ في الدوري الألماني من سنة 2007 إلى 2009، ثم لعب مع تي بي بي ترير في موسم 2009–2010.

## روابط خارجية
- ميلادين بيكوفيتش على موقع كرة السلة الأوروبية.كوم (الإنجليزية)
- ميلادين بيكوفيتش على موقع ريلجم (الإنجليزية)
- ميلادين بيكوفيتش على موقع بروبوليرز (الإنجليزية)